# Dennis Siver
Dennis Siver, född 13 januari 1979 i Omsk, är en rysk-tysk MMA-utövare som tävlar i organisationen Ultimate Fighting Championship.